# Paulette Gebara Farah
Paulette Gebara Farah (20 de juliol de 2005 – 22 de març de 2010) va ser una estudiant de parvulari mexicana d'4 anys, víctima d'una mort sospitosa. Estava discapacitada, tenia discapacitat física i trastorn del llenguatge. Paulette va cridar l'atenció dels mitjans de comunicació quan es va informar que havia desaparegut de casa seva el 22 de març de 2010. La seva família va començar una campanya de recerca a través de televisió, publicitat i xarxes socials. El cos de Paulette va ser trobat a la seva pròpia habitació embolicat en llençols entre el matalàs i el peu del llit, la mateixa habitació on la seva mare havia ofert entrevistes i que havia estat escorcollada per experts de diverses agències i, fins i tot, gossos de recerca i rescat. El seu cos va ser descobert el 31 de maig a causa de l'olor de putrefacció. La seva mort va ser considerada accidental per Alberto Bazbaz, fiscal general de l'Estat de Mèxic, que va dir que Paulette va morir durant la nit després que es girés al llit i acabés al peu, morint per asfixia. La causa de la mort va ser descrita com «asfíxia mecànica per obstrucció de les cavitats nasals i compressió tòrax-abdominal». Va ser enterrada al Panteón Francés de la Piedad situat a la Ciutat de Mèxic el 2010; abans que les seves restes fossin exhumades i incinerades el 3 de maig de 2017.